# (100039) 1991 RO16
(100039) 1991 RO16 es un asteroide perteneciente al cinturón de asteroides, descubierto el 15 de septiembre de 1991 por Henry E. Holt desde el Observatorio del Monte Palomar, Estados Unidos.